# ميراي ناغاسو
ميراي أيلين ناغاسو (اليابانية :長 洲 未来 ، مواليد 16 أبريل 1993) لاعبة تزلج على الجليد يابانية أمريكية حصلت على ثلاث ميداليات في أربع قارات (فضية في عام 2016 ، وبرونزية في عامي 2011 و 2017) وبطولة نهائي نهائي سباق الجائزة الكبرى للناشئين لعام 2007 ، وميدالية عالمية للناشئين مرتين (فضية في عام 2007 ، وبرونزية في عام 2008) ، وسبع مرات في الولايات المتحدة حاصل على ميدالية وطنية (ذهبية عام 2008 ، فضية عامي 2010 و 2018 ، برونزية 2011 و 2014 ، بيوتر في 2016 و 2017).